# Paus Leo VII
Paus Leo VII (Rome, geboortedatum onbekend - sterfplaats onbekend, 13 juli 939) was de 126e paus van 3 januari 936 tot 13 juli 939. Leo was vermoedelijk een benedictijn en was priester van Sint Sixtus. Zijn verkiezing gebeurde onder druk van Alberic II, prins en machtige man van Rome.
Leo ondersteunde de hervormingsbeweging van Cluny en Subiaco via privileges. Leo benoemde Frederik, de aartsbisschop van Mainz, tot pauselijk legaat in Duitsland. Hij ging niet akkoord met het verplichte doopsel van Joden in Duitsland, maar verzette zich niet tegen hun verdrijving.
Cursief: tegenpaus